# Маршал, Ансельм, 6-й граф Пембрук
Ансельм Маршал (англ. Anselm Marshal; ум. 22 декабря 1245) — английский аристократ и землевладелец, 6-й граф Пембрук и главный маршал английского королевского двора с 1242 года, 5-й сын Уильяма Маршала, 1-го графа Пембрука, и Изабеллы де Клер, 4-й графини Пембрук. Он был последним представителем старшей линии рода Маршалов.
Получил из отцовских владений только небольшой участок земли, однако ранняя смерть не оставивших наследников четырёх старших братьев сделала его наследником богатых владений Маршалов. Однако вступить в права наследования он так и не успел, поскольку умер вскоре после старшего брата, также не оставив детей. Других наследников-мужчин в роду не осталось, поэтому в 1246 году обширные владения Маршалов были разделены между мужьями и наследниками 5 сестёр Ансельма.

## Биография
Точный год рождения Уолтера неизвестен. Он был пятым, самым младшим из сыновей Уильяма Маршала, 1-го графа Пембрука, и Изабеллы де Клер, 4-й графини Пембрук.
Когда в 1219 году отец Ансельма, Уильям Маршал, составлял своё наследство, он первоначально намеревался ничего не отдавать своему младшему сыну, которого назвали в честь младшего брата Уильяма. Возможно, что он хотел, чтобы молодой Ансельм поднялся с низкого ранга до высокого по своим собственным заслугам, как это сделал сам Уильям в качестве странствующего молодого рыцаря. Однако его советники убедили больного маршала предоставить Ансельму небольшой участок земли.
24 ноября 1245 года умер его старший брат Уолтер Маршал. Поскольку детей у Уолтера не было, то ему должен был наследовать младший брат Ансельм, однако он так и не успел вступить в права графа, поскольку умер через месяц после брата, также не оставив детей. Других наследников-мужчин не осталось, поэтому в 1246 году обширные владения Маршалов были разделены между мужьями и наследниками 5 сестёр Уолтера. Его похоронили в Тинтернском аббатстве.
Старшая из сестёр, Мод, получила Хэмпстед-Маршал в Беркшире, а её старший сын, Роджер Биго, 4-й граф Норфолк, получил должность главного маршала Англии, которая с этого момента стала наследственной — её занимали графы (позже герцоги) Норфолк. Следующая сестра, Изабелла, к этому моменту была мертва, поэтому наследником стал её старший сын, Ричард де Клер, 6-й граф Глостер и 6-й граф Хартфорд, который получил Килкенни (в Ирландии). Следующая дочь, Джоан, также к этому моменту была мертва, её наследницей стала Джоан де Мунченси, получившая Уэксфорд в Ирландии и замок Пембрук в Валлийской марке. Вероятно она также носила титул графини Пембрук. Вскоре король Генрих III выдал её замуж за своего единоутробного брата Уильяма де Валенса, которого нередко называют 1-м графом Пембруком. Следующая сестра, Сибилла, также была мертва; её наследницей была дочь, Агнесса де Феррерс, и её муж Уильям де Весси из Алника — они получили баронию Килдэр в Ирландии (она включала в себя территории современных графств Оффали и Лиишь).
При этом вдова Уолтера, Маргарет де Квинси, получила в качестве вдовьей доли треть Пембрукшира и Килдэр в Ирландии, благодаря чему фактически контролировала большинство обширных владений Маршалов, поскольку её доля значительно перевешивала разбросанные владения 13 других сонаследников. Это привело её, в том числе, к конфликту с собственной дочерью, Мод де Ласи, муж которой, Ричард де Клер, 6-й граф Глостер и 6-й граф Хартфорд, был одним из наследников Маршалов по своей матери, Изабелле Маршал. Позже она вышла замуж третий раз — за Ричарда Уилтширского.
Вымирание рода Маршалов приписывали проклятию, которое епископ Фернса Албин О’Муллой наложил на Уильяма Маршала, 1-го графа Пембрука, за то, что тот захватил принадлежавшие ему поместья в Ирландии.

## Брак и дети
Жена: Матильда де Богун (ум. 20 октября 1252), дочь Хамфри де Богуна, 2-го графа Херефорда, и Матильды де Мандевиль. Детей от этого брака не было. Её вторым мужем был Роджер де Квинси, 2-й граф Уинчестер